# الحبة الحمراء (فلم)
الحبة الحمراء (بالإنجليزية: The Red Pill) هو فيلم وثائقي أمريكي من إخراج كاسي جاي سنة 2016. يستكشف الفيلم حركة حقوق الرجال، حيث تقضي جاي عامًا في تصوير القادة والأتباع داخل الحركة. تم عرض الفيلم لأول مرة في 7 أكتوبر 2016، في قرية السينما بمدينة نيويورك، تلاه عدة عروض أخرى لمرة واحدة دوليًا. تم إصداره على دي في دي وبلو راي في 7 مارس 2017، بواسطة (Gravitas Ventures). أدّى الجدل حول الفيلم الوثائقي إلى بعض الاحتجاجات وإلغاء عروضه. 

## عنوان الفيلم
يشير عنوان الفيلم إلى مشهد في فيلم المصفوفة (1999)، حيث يُعرض على بطل الفيلم اختيار حبة حمراء، تُمثّل الحقيقة ومعرفة الذات، أو حبة زرقاء تُمثّل العودة إلى الجهل السعيد. بالقياس، يسعى الفيلم الوثائقي إلى زيادة الوعي بالتناقض بين حركة حقوق الرجال وجماعات حقوق الآباء، وما يرون أنه مجتمع أوسع وعناصره المتصورة حول المركزية الأنثوية.

## الملخص
ينتقل الفيلم من تحقيق جاي فيما اعتقدت في البداية أنه حركة كراهية إلى تغطية أكثر تعاطفاً للحركة. يظهر التحول في الفيلم من خلال أسئلة جاي حول آرائها الخاصة عن الجنس، والسلطة، والتمييز. يُناقش الفيلم أيضًا القضايا التي تواجه الرجال والفتيان، بما في ذلك المقابلات مع نشطاء حقوق الرجال وأولئك الداعمين للحركة، مثل بول إيلام، مؤسس منظّمة صوت الرجال (A Voice for Men)؛ وهاري كراوتش رئيس الائتلاف الوطني للرجال، وارين فاريل، مؤلف كتاب أسطورة القوة الذكورية؛ وإيرين بيززي، التي أنشأت ول مأوى للعنف المنزلي في العالم الحديث. ويتضمن أيضًا مقابلات مع نسويات ينتقدن الحركة، مثل المحررة التنفيذية لمجلة «مس» كاثرين سبيلار،  وعالم الاجتماع مايكل كيميل. يحتوي أيضًا على مقتطفات من مذكرات جاي المُصوّرة.
بعض القضايا التي نوقشت باعتبارها تواجه الرجال والفتيان هي معدلات انتحار الذكور، والوفيات في مكان العمل والوظائف عالية الخطورة، والتجنيد العسكري، ونقص الخدمات لضحايا العنف الأسري ضد الرجال والاغتصاب، وارتفاع معدلات الإيذاء العنيف، والمسائل المتعلقة بالطلاق وحضانة الأطفال، والتفاوت في الأحكام الجنائية، وقلة التمويل والبحوث بشكل غير متناسب حول قضايا صحة الرجال، وعدم المساواة في التعليم، والتسامح المجتمعي لكره الرجال، وافتقار الرجال إلى حقوق الإنجاب، والعمر المتوقع، وادعاءات الاغتصاب الكاذبة، والاحتيال الأبوي والتشرد.

## التمويل
وفقًا لجاي، فقد كافحت في البداية للعثور على مُموّلين لفيلم عن حركة حقوق الرجال. خلال مقابلة في أكتوبر 2015 مع موقع برايتبارت، قالت جاي: «لم نجد منتجين تنفيذيين يريدون اتباع نهج متوازن، وجدنا أشخاصًا أرادوا صنع فيلم نسوي». بدأت جاي بدلاً من ذلك في صنع الفيلم باستخدام أموالها الخاصة بالإضافة إلى أموال الأصدقاء والعائلة.  كما بدأت حملة على منصة التمويل الجماعي كيك ستارتر، والتي وصفتها بأنها الملاذ الأخير. صفحة كيك ستارتر، التي وصفت المشروع بأنه نظرة عادلة ومتوازنة لحركة حقوق الرجال، تعرّضت لانتقادات شديدة من قبل بعض النسويات. جمعت الحملة 211,260 دولارًا، متجاوزة هدفها الذي كان مُحدّدا في 97.000 دولار.
اقترحت مراجعة في صحيفة ذا فيليج فويس أن العديد من أولئك الذين يقدمون التمويل للفيلم ربما كانوا هم أنفسهم ناشطين في مجال حقوق الرجال، وبالتالي خلق تضارب في المصالح. قالت جاي إن الاقتراح بتمويل الفيلم من قبل نشطاء حقوق الرجال هو «كذبة شائعة لا تزال تنتشر». صرّحت جاي أن «أكبر خمسة داعمين لنا... ليسوا نشطاء حقوق الرجال ولا نسويات. أودُّ أن أقول إن ثلاثة من كل خمسة منهم لم يسمعوا حتى عن حركة حقوق الرجال، لكنهم أرادوا الدفاع عن حرية التعبير»، وأنّ داعمي الفيلم والمنتجين لن يكون لهم أي تأثير على الفيلم.

## الإصدار
تم عرض الفيلم لأول مرة في العالم في 7 أكتوبر 2016 في قرية السينما في مدينة نيويورك. عُرض هناك لمدة أسبوع قبل الافتتاح في لوس أنجلوس في 14 أكتوبر 2016. تمت جدولة عروض لمرة واحدة أيضًا في مواقع مختلفة في الولايات المتحدة وكندا وأوروبا وأستراليا.
في مارس 2017، أصبح الفيلم متاحًا على الإنترنت.

### فحص الإلغاء
ألغى العرض الأسترالي الأول في سينما بالاس كينو في ملبورن عرضه المقرر في 6 نوفمبر بعد تعميم عريضة وصفت الفيلم بـ «دعاية كراهية للنساء». حصلت العريضة على موقع Change.org على 2370 توقيعًا. حصل الالتماس المضاد لإلغاء القرار على ما يقرب من 5000 مؤيد في الأيام التالية، وُصف الالتماس الأصلي بأنه «محاولة لإغلاق حرية التعبير في أستراليا» من قبل أولئك الذين يرغبون في منع «عرض فيلم يناقش القضايا التي يخشون أن تتعارض مع أجندتهم». انتقد المنظم ديفيد ويليامز الالتماس الأصلي، مشيرًا إلى أنه لن يشاهد الفيلم أي شخص وقع على العريضة.
ألغى مسرح مايفير في أوتاوا عرضًا خاصًا للفيلم. قال لي ديماربر، المالك المشارك والمبرمج للمسرح، إن الرعاة القدامى والراعي هددوا بالتوقف عن التعامل مع المسرح إذا استمر عرض الفيلم. تم تنظيم العرض من قبل الجمعية الكندية للمساواة (CAFE). قال جاستن تروتييه، الشريك المؤسس للجمعية، إن العرض كان محاولة لإيجاد أرضية مشتركة بدلاً من استقطاب النقاش. جولي لالوند، التي تدير هولاباك! كانت أوتاوا، هي واحدة من عدة أشخاص تقدموا بشكاوى إلى المسرح. وقالت إن فكرة حرية التعبير تتعرض للانتهاك، وأنه «لا يحق لأحد أن يعرض فيلمه».
بعد الموافقة في البداية على تمويل عرض طلابي، أوقف اتحاد طلاب جامعة سيدني تمويل الحدث، زاعمًا أن الفيلم يروج للعنف ضد المرأة. وقالت النقابة في منشور عام على موقعها على الإنترنت: «نعتقد أن هناك احتمالًا واضحًا بأن العرض المخطط لهذا الفيلم الوثائقي سيكون تمييزًا ضد المرأة، وله القدرة على ترهيب النساء وتهديدهن جسديًا في الحرم الجامعي». تم تأجيل العرض لمدة أسبوع وكان لا بد من تمويله بشكل خاص من قبل الأندية التي نظمته في البداية.

## الاستقبال النقدي
منح موقع روتن توميتوز الفيلم الوثائقي تصنيفًا بنسبة 29٪ بناءً على 7 مراجعات نقدية، بمتوسط تقييم 4/10.
وقالت كاتي والش من جريدة لوس أنجلوس تايمز إن الفيلم الوثائقي «يفتقر إلى حجة متماسكة» لأنه «مبني على سوء فهم أساسي» للمصطلحات الرئيسية. وقال والش إنه كان من الممكن تعريف المصطلحات بشكل أفضل «لفهم الطرق التي تتحكم بها الأنظمة الأبوية في الموارد لاستغلال كل من النساء والرجال». وقد أدركت أن «هناك العديد من المشكلات الملحة والعاجلة التي يواجهها الرجال والتي يجب معالجتها» لكنها اختتمت من الفيلم الوثائقي، «[إنه] يؤدي فقط إلى تفاقم هذا الانقسام من خلال عرضه غير النقدي وغير المتوازن وعدم القدرة على صياغة حجة مقنعة بشأن موضوع مثير للجدل.».
أعطت كاثي يونغ من هيت ستريت الفيلم مراجعة إيجابية، قائلة إنه أثار قضايا مهمة غالبًا ما لا تتم مناقشتها وتوجه بانتقادات «مستحقة» للنسوية. كما انتقدت الفيلم لعدم تكريس الاهتمام «للجانب المظلم من حركة الرجال».
قالت كورين باراكلاو، من صحيفة الديلي تلغراف الأسترالية، إن «رسالة الحبة الحمراء هي التعاطف» والفيلم جعلها «تتساءل لماذا حاولت النسويات جاهدين إسكات هذا النقاش الهام».

## الجوائز
فاز الفيلم بثلاث جوائز في مهرجان إديلويلد الدولي للسينما لعام 2017: «أفضل فيلم بالمهرجان»، و«التميز في إخراج الفيلم الوثائقي»، و «التميز في إنتاج الفيلم الوثائقي». كما فازت كاسي جاي «بجائزة المرأة في السينما» في مهرجان هوليوود ديجيفست عن عملها في الفيلم.

## روابط خارجية
- مقالات تستعمل روابط فنية بلا صلة مع ويكي بيانات